# 馬辛 (愛達荷州)
馬辛（英語：Marsing）是一個位於美國愛達荷州奧懷希縣的城市。

## 地理
馬辛的座標為43°32′44″N 116°48′28″W / 43.54556°N 116.80778°W，而該地的平均海拔高度為700米（即2300英尺）。

## 人口
根據2020年美國人口普查的數據，馬辛的面積為1.79平方千米，當中陸地面積為1.77平方千米，而水域面積為0.02平方千米。當地共有人口1229人，而人口密度為每平方千米575.98人。